# Oldřich Duras
Oldřich Duras (30 d'octubre de 1882, Pchery, Bohèmia – 5 de gener de 1957, Praga) fou un Gran Mestre d'escacs txecoslovac i un dels més actius jugadors de torneigs de principis del segle xx, fins a la I Guerra Mundial. El 1909, amb 26 anys, va arribar a ocupar el lloc número 4 del món, amb un Elo estimat de 2743. Degut als seus mèrits en aquest període, la FIDE li concedí el títol de GM el 1950, quan es va crear el sistema de títols oficials.

## Resultats destacats en competició
Fou tres cops Campió de Bohèmia, els anys 1905, 1909, i 1911, campionats els quals computen per la Federació Txeca com a campionats nacionals txecs.
El 1912 també empatà (amb Akiba Rubinstein) al primer lloc al Campionat d'escacs d'Alemanya., celebrat a Breslau (18è DSB Congress)
Totes les seves victòries importants en torneigs internacionals foren compartides: Bremen 1905, Viena 1908 (empatat amb Carl Schlechter i Géza Maróczy), i Praga 1908 (empatat també amb Schlechter). La seva millor actuació individual, pel que fa a força de joc, la va assolir a Oostende 1906, on va fer 5 punts de 5 partides contra rivals forts, amb una performance de 2779. Va assolir resultats positius contra alguns dels més destacats jugadors contemporanis de l'Europa Central, com Richard Teichmann (+6 -2 =6), David Janowsky (+3 -1 =0), Carl Schlechter (+2 -1 =11) i Aron Nimzowitsch (+3 -2 =3), i empats contra Siegbert Tarrasch i Géza Maróczy.
Fou 8è al fort Torneig de Carlsbad de 1907 (el campió fou Akiba Rubinstein). Fou segon al Torneig d'escacs d'Hamburg de 1910 (17è DSB Congress), per darrere de Carl Schlechter.
El 1911 va participar al fortíssim Torneig de Sant Sebastià, on hi acabà catorzè (el campió fou Capablanca).
També el 1911 participà en el fortíssim torneig de Carlsbad, on hi acabà en 10a posició (el campió fou Richard Teichmann) El 1912 fou setè al torneig de Sant Sebastià (el campió fou Rubinstein).
Pel que fa a partits contra Campions del Món, va perdre el matx que va jugar contra Emanuel Lasker, i va obtenir un empat i una derrota contra José Raúl Capablanca. D'altra banda, patí severes derrotes contra Akiba Rubinstein, Ossip Bernstein i Milan Vidmar. Va perdre per només un punt contra Frank James Marshall (+7 -8 =5).
Duras fou també un notable compositor de problemes d'escacs.